# エド・ウッド (映画)
『エド・ウッド』（Ed Wood）は、「史上最低の映画監督」と言われた映画監督エド・ウッドを題材にした1994年の白黒映画。監督はエド・ウッドのファンであるというティム・バートン。
戦前のホラー映画界における大スター、ベラ・ルゴシ役を演じたマーティン・ランドーが各映画賞を総なめし、第67回アカデミー賞でアカデミー助演男優賞を受賞、またアカデミーメイクアップ賞も受賞した。

## あらすじ
冒頭、カメラは不気味な洋館の中にある棺を映し出す。その蓋が開くと、ある一人の男の口上が始まる……
「ようこそ諸君。君たちはまだ謎めいた何かを求めている。だからここへ来たのだ……それでは事の次第の一部始終をお見せしよう。まやかしは一切なし、全てはこの恐怖の体験を生き延びた人々の秘密の証言によって裏付けられている。諸君の心臓はこの真実に耐えうるか？エドワード・D・ウッドJr.の真実に…。」
―1950年代のハリウッド。映画監督を目指す青年エドワード・D・ウッド・Jrことエド・ウッドは、撮影所で使いっ走りの仕事をしながら、いつの日か第2のオーソン・ウェルズになることを夢見ていた。恋人の女優ドロレス・フラー、仲間のカールやコンラッド、ゲイのバーニーらと芝居を上演するも成功には程遠く、それ以前にエドには映画監督としての才能が徹底的に無かったが、当の本人は妙に楽天的な性格の持ち主だった。
そんなエドにチャンスが訪れる。性転換手術で女性になり、一大センセーションを巻き起こした元兵士クリスチーネ・ヨルセンゲンの半生を映画化する企画が立ち上がったのだ。エドには服装倒錯趣味があり、自分なら彼の葛藤が描けると自負するがプロデューサーは難色を示す。だがある日、エドはかつてドラキュラ俳優として一世を風靡したベラ・ルゴシと出会う。憧れの存在と親交を深めるエドだが、既にルゴシは落ちぶれ薬物に溺れる老人でしかなかった。ならば、とエドは「かつての大スターを安いギャラで出せる」と彼の起用を提案し、ついにプロデューサーの同意を得る。
かくしてエドは自身の脚本・監督の処女作『グレンとグレンダ』にルゴシとドロレスを出演させ、そして自らを主演に据えて製作を開始。だが話は性転換ではなく服装倒錯性への理解を求めるという、本来の企画とかけ離れたうえにエド独特のセンスが加わる作品と化していた。さらに倒錯性をカミングアウトされたドロレスはエドへの嫌悪感と困惑を隠せない。案の定プロデューサーは激怒し、映画は地方上映のみで惨憺たる結果に終わった。だがエドはめげなかった。自らがプロデューサーとなり資金を集めれば自分の思うように作れる、と。
次の『怪物の花嫁』には、ルゴシ、ドロレスと共にプロレスラーのトー・ジョンソン、バーでスカウトした女優志願のロレッタらの出演で撮影が開始されるが、製作費の肩代わりを目的にロレッタを主演女優とした。結果ドロレスとの関係は破綻したうえ、エドはロレッタの話を勘違いしていたため予算のアテが無くなり製作は中断する。金策に走ったエドは、知り合った肉屋と交渉し「息子を主演にする」のを条件に資金を調達。そしてクライマックスに必要な怪物・巨大タコの実物大モデルを撮影所の倉庫から勝手に拝借してどうにか撮影を再会し完成にこぎつける。だがまたもや映画の出来も観客の受けも散々であり、とうとうエドはドロレスから絶縁される。そして以前から体調を崩していたルゴシが薬物中毒のリハビリ施設に入院することになってしまう。
ルゴシが入院している病院で、エドはキャシーと出会う。遊園地でのデートで、エドはキャシーに自らの女装癖について告白するが、彼女は「男性として女性を愛してくれるなら」と受け入れエドの伴侶となる。一方、ルゴシは治療費が続かず施設を退院することになったが、医師からルゴシの命はもう先が長くないことを知らされる。せめて本人を元気づけようと、新作映画と称してエドは彼の自宅前でささやかな撮影を行う。その数週間後、ルゴシは心臓発作で他界した。彼はドラキュラの衣装で埋葬された。
ルゴシの葬式のあと無気力に陥っていたエドだったが、偶然出会った教会の牧師が「宗教映画を作りたい」と言うのを聞いて、自分の新たな作品につなげようと思いつく。タイトルは『プラン9・フロム・アウタースペース』だったが完全にSF映画の体裁だったため、教会側は難色を示す。更に撮影が始まると、教会は人気の牧師を主演に据えようとしたり、撮影手法に難癖をつけ始めたため、エドは怒って撮影現場から飛び出してしまう。
場末のバーにヤケ酒をあおりに行ったエドは、そこで何とオーソン・ウェルズと出くわす。エドはおそるおそる席に近づき、彼の大ファンであることや、映画の撮影が難航していることを告げると、ウェルズも自らの新作の資金繰りやプロデューサーとの兼ね合いに苦労していることを話す。そして、エドに助言する。「私は『市民ケーン』では信念を貫き通し、プロデューサー連中には一コマたりとも手を触れさせなかった。夢のためなら戦え。他人の夢を撮ってどうなる？」大いに励まされたエドは撮影現場に戻り、教会側の横やりをねじ伏せて、あらん限りの情熱をこめて作品を完成させた。
ロードショー館でのプレミア上映の夜、「この映画をベラ・ルゴシに捧げる」と挨拶したエドは、これこそ自らの最高傑作だと感慨に浸る。そして上映が終わった後、自分を支えてくれたキャシーにプロポーズしたのだった。

…エド・ウッドはその後もハリウッドで戦い続けたが、次第に酒におぼれ、1978年に死去した。以後、新世代のファンを獲得。「史上最低の映画監督」の称号で呼ばれている―。

## キャスト
| 役名                       | 俳優                                      | 日本語吹替                                                                         |
| -------------------------- | ----------------------------------------- | ---------------------------------------------------------------------------------- |
| エド・ウッド               | ジョニー・デップ                          | 平田広明                                                                           |
| ベラ・ルゴシ               | マーティン・ランドー                      | 内田稔                                                                             |
| ドロレス・フーラー         | サラ・ジェシカ・パーカー                  | 高乃麗                                                                             |
| キャシー・オハラ           | パトリシア・アークエット                  | ならはしみき                                                                       |
| アメージング・クリズウェル | ジェフリー・ジョーンズ                    | 稲葉実                                                                             |
| バニー・ブレッキンリッジ   | ビル・マーレイ                            | 江原正士                                                                           |
| ヴァンパイラ               | リサ・マリー                              | 幸田直子                                                                           |
| トー・ジョンソン           | ジョージ・スティール                      | 郷里大輔                                                                           |
| ロレッタ・キング           | ジュリエット・ランドー                    |                                                                                    |
| ポール・マルコ             | マックス・カセラ                          |                                                                                    |
| コンラッド・ブルックス     | ブレント・ヒンクリー                      |                                                                                    |
| トム・メイソン             | ネッド・ベラミー                          |                                                                                    |
| ジョージ・ワイス           | マイク・スター                            | 金尾哲夫                                                                           |
| レモン牧師                 | G・D・スプラドリン                        | 小山武宏                                                                           |
| オーソン・ウェルズ         | ヴィンセント・ドノフリオ                  | 金尾哲夫                                                                           |
| オーソン・ウェルズ         | 声：モーリス・ラマーシュ (ノンクレジット) | 金尾哲夫                                                                           |
| 秘書＃2                    | メローラ・ウォルターズ                    |                                                                                    |
| 後援者                     | グレゴリー・ウォルコット (カメオ出演)     |                                                                                    |
| その他                     |                                           | 坂口賢一 古澤徹 棚田恵美子 宝亀克寿 津野田なるみ 伊藤栄次 伊藤和晃 峰恵研 星野充昭 |
|                            |                                           |                                                                                    |
| 演出                       |                                           | 松岡裕紀                                                                           |
| 翻訳                       | 石田泰子                                  | 高山美香                                                                           |
| 録音・調整                 |                                           | 金谷和美                                                                           |
| 監修                       |                                           | 岡本企美子                                                                         |
| 製作                       |                                           | ACクリエイト DISNEY CHARACTER VOICES INTERNATIONAL, INC.                           |

## スタッフ
- 監督：ティム・バートン
- 製作：ティム・バートン、デニーズ・ディ・ノヴィ
- 脚本：スコット・アレクサンダー、ラリー・カラゼウスキー
- 製作総指揮：マイケル・レーマン
- 共同製作：マイケル・フリン
- 撮影：ステファン・チャプスキー
- 音楽：ハワード・ショア
- 編集：クリス・レベンゾン
- 美術：トム・ダッフィールド
- メイクアップ：リック・ベイカー、ヴィ・ニール、Yolanda Toussieng

## 解説
『グレンとグレンダ』製作から『プラン9・フロム・アウタースペース』完成にいたるまでのエド・ウッドの「黄金期」を描いた作品で、ウッドの知名度を飛躍的に高める契機となった。
この映画には、ウッドが監督した映画の場面を忠実に再現しているシーンがいくつかあり、あまりにもそっくりな描写にバートンのウッドに対する敬愛ぶりがうかがえる。またエド・ウッドは実際に女装する趣味を持っていたため、作中にもジョニー・デップが女装するシーンがある。
作品中であこがれのオーソン・ウェルズと偶然出会うシーンは脚色で、実際には本人は生涯ウェルズに会うことはなかった。ウェルズもまた生涯映画の資金繰りに苦労した人物で、片や「映画史上最高」、片や「映画史上最低」の才能がどことなく似通った人生を送ったことは興味深い。

## 受賞とノミネート
| 賞                                   | 部門                                     | 対象                                              | 結果       |
| ------------------------------------ | ---------------------------------------- | ------------------------------------------------- | ---------- |
| アカデミー賞                         | 助演男優賞                               | マーティン・ランドー                              | 受賞       |
| アカデミー賞                         | メイクアップ賞                           | リック・ベイカー、ヴィ・ニール、Yolanda Toussieng | 受賞       |
| サターン賞                           | ファンタジー映画賞                       | 『エド・ウッド』                                  | ノミネート |
| サターン賞                           | 主演男優賞                               | マーティン・ランドー                              | 受賞       |
| サターン賞                           | 脚本賞                                   | スコット・アレクサンダー、ラリー・カラゼウスキー  | ノミネート |
| サターン賞                           | 音楽賞                                   | ハワード・ショア                                  | 受賞       |
| アメリカン・コメディ・アワード       | おかしな助演男優賞                       | マーティン・ランドー                              | 受賞       |
| アルゼンチン映画批評家協会賞         | 最優秀外国語映画賞                       | ティム・バートン                                  | ノミネート |
| 英国アカデミー賞                     | 助演男優賞                               | マーティン·ランドー                               | ノミネート |
| 英国アカデミー賞                     | メイクアップ賞                           | リック・ベイカー、ヴィ・ニール、Yolanda Toussieng | ノミネート |
| ボストン映画批評家協会               | 助演男優賞                               | マーティン・ランドー                              | 受賞       |
| ボストン映画批評家協会               | 撮影賞                                   | ステファン・チャプスキー                          | 受賞       |
| カンヌ国際映画祭                     | パルム・ドール                           | ティム・バートン                                  | ノミネート |
| シカゴ映画批評家協会                 | 主演男優賞                               | ジョニー・デップ                                  | ノミネート |
| シカゴ映画批評家協会                 | 助演男優賞                               | マーティン・ランドー                              | 受賞       |
| スペイン映画作家協会賞               | 最優秀外国語映画賞                       | 『エド・ウッド』                                  | 受賞       |
| ゴールデングローブ賞                 | 作品賞（ミュージカル・コメディ部門）     | 『エド・ウッド』                                  | ノミネート |
| ゴールデングローブ賞                 | 主演男優賞（ミュージカル・コメディ部門） | ジョニー・デップ                                  | ノミネート |
| ゴールデングローブ賞                 | 助演男優賞                               | マーティン・ランドー                              | 受賞       |
| グラミー賞                           | 映画作曲賞                               | ハワード・ショア                                  | ノミネート |
| カンザスシティ映画批評家協会賞       | 助演男優賞                               | マーティン・ランドー                              | 受賞       |
| ロンドン映画批評家協会賞             | 男優賞                                   | ジョニー・デップ                                  | 受賞       |
| ロサンゼルス映画批評家協会賞         | 助演男優賞                               | マーティン・ランドー                              | 受賞       |
| ロサンゼルス映画批評家協会賞         | 撮影賞                                   | ステファン・チャプスキー                          | 受賞       |
| ロサンゼルス映画批評家協会賞         | 音楽賞                                   | ハワード・ショア                                  | 受賞       |
| ナショナル・ボード・オブ・レビュー賞 | トップ10作品                             | 『エド・ウッド』                                  | 受賞       |
| 全米映画批評家協会賞                 | 助演男優賞                               | マーティン・ランドー                              | 受賞       |
| 全米映画批評家協会賞                 | 撮影賞                                   | ステファン・チャプスキー                          | 受賞       |
| ニューヨーク映画批評家協会賞         | 助演男優賞                               | マーティン・ランドー                              | 受賞       |
| ニューヨーク映画批評家協会賞         | 撮影賞                                   | ステファン・チャプスキー                          | 受賞       |
| 全米映画俳優組合賞                   | 助演男優賞                               | マーティン・ランドー                              | 受賞       |
| サウスイースタン映画批評家協会賞     | 助演男優賞                               | マーティン・ランドー                              | 受賞       |
| 全米脚本家組合賞                     | 脚本賞                                   | スコット・アレクサンダー、ラリー・カラゼウスキー  | ノミネート |
| サテライト賞                         | Best DVD Extra                           | 『エド・ウッド』                                  | ノミネート |